# Aéroport de Caen-Carpiquet

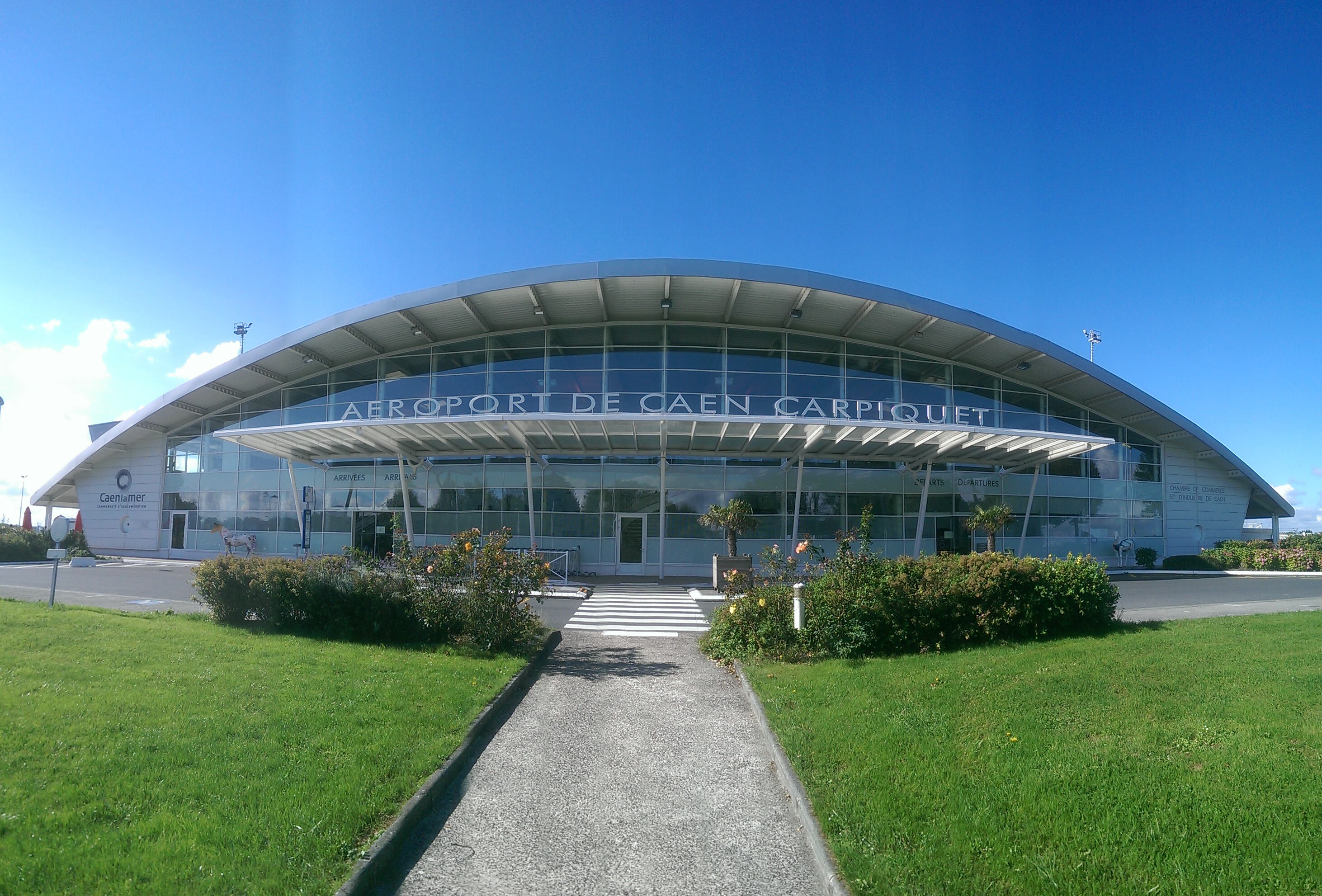
Aérogare de l'aéroport de Caen-Carpiquet.

L'aéroport de Caen - Carpiquet, code IATA : CFR • code OACI : LFRK, est un aéroport situé dans le département du Calvados en région Normandie et dessert principalement la ville de Caen. Cet aéroport est ouvert au trafic national et international commercial, régulier ou non, aux avions privés, aux IFR et aux VFR.
Principal aéroport de Normandie à ce jour, 329 632 passagers ont utilisé la plateforme en 2023, en hausse de 9 % par rapport à l'année précédente. En 2024, l'aéroport a enregistré 291 326 passagers (baisse liée à la fermeture de la piste pour travaux durant 6 semaines).
L'année 2023 permet donc à l'aéroport caennais de conforter sa dynamique en dépassant le précédent record en termes de passagers annuels qui avait été atteint en 2019, soit avant l'impact de l'épidémie de Covid19 sur le trafic aérien.
Afin d'accompagner la prévisible hausse du trafic pour les années à venir, des travaux ont été réalisés dans l'aérogare entre octobre 2018 et avril 2019.
Au cours du deuxième semestre 2020, Caen la Mer a par ailleurs procédé à la réfection des parkings avions et à la création d'un 7e poste de stationnement.
Un deuxième terminal devrait voir le jour à l'aéroport de Caen-Carpiquet en 2027. Le propriétaire de l'aéroport de Caen-Carpiquet, Caen la mer, annonce en effet début 2022 le lancement d'études en 2022-2023 en vue de la création d'une deuxième aérogare similaire à l'existante, pour faire face à la fréquentation croissante.
En revanche, longtemps évoqué le projet d'allongement de la piste 13/31 n'est plus à l'ordre du jour.
Actuellement, l'aéroport de Caen est desservi par trois compagnies aériennes (Air France HOP, Chalair et Volotea) et propose cinq destinations régulières : Lyon, Marseille, Montpellier, Nice, Toulouse et jusqu'à neuf en saison avec les aéroports corses d’Ajaccio, Bastia et Figari et une destination internationale en Irlande avec l'aéroport de Kerry.
Depuis 2020, la compagnie Volotea est le principal opérateur à Caen en faisant voyager près des 3/4 des passagers de l'aéroport.
L'aérodrome de Caen-Carpiquet est classé en catégorie C : courts et moyens courriers et grand tourisme.

## Histoire

### La base militaire (1939-1967)
L'idée de créer un aérodrome près de Caen remonte à 1926 après la visite d'une délégation composée de militaires, mais ce n'est qu'en 1930 que le ministère de l'Air décide de sa création à Caen. Les travaux débutent en juillet 1937 et se terminent en mars 1938.
La base aérienne 720 Caen-Carpiquet est inaugurée le 17 août 1939. Prise par la Luftwaffe en juin 1940, elle sert de base arrière pour la bataille d'Angleterre. La piste de l’aérodrome est alors allongée et bétonnée par les Allemands.
Lors des combats de la bataille de Normandie, en juin et juillet 1944, le contrôle de l'aérodrome fait l'objet de longs et durs combats (voir l’article : bataille de Caen) entre troupes anglo-canadiennes et allemandes.

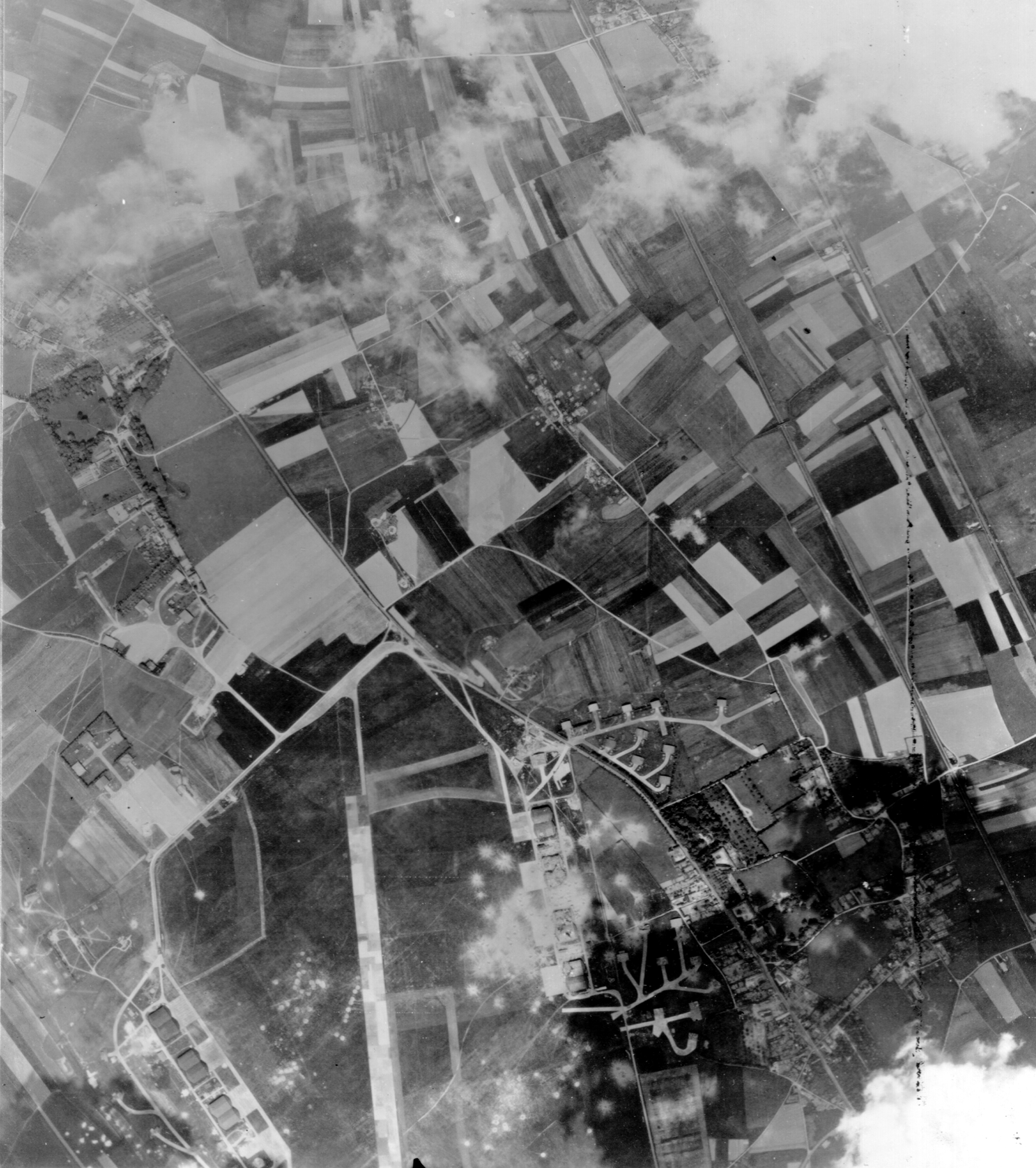
Photo aérienne en 1944, pendant un bombardement.
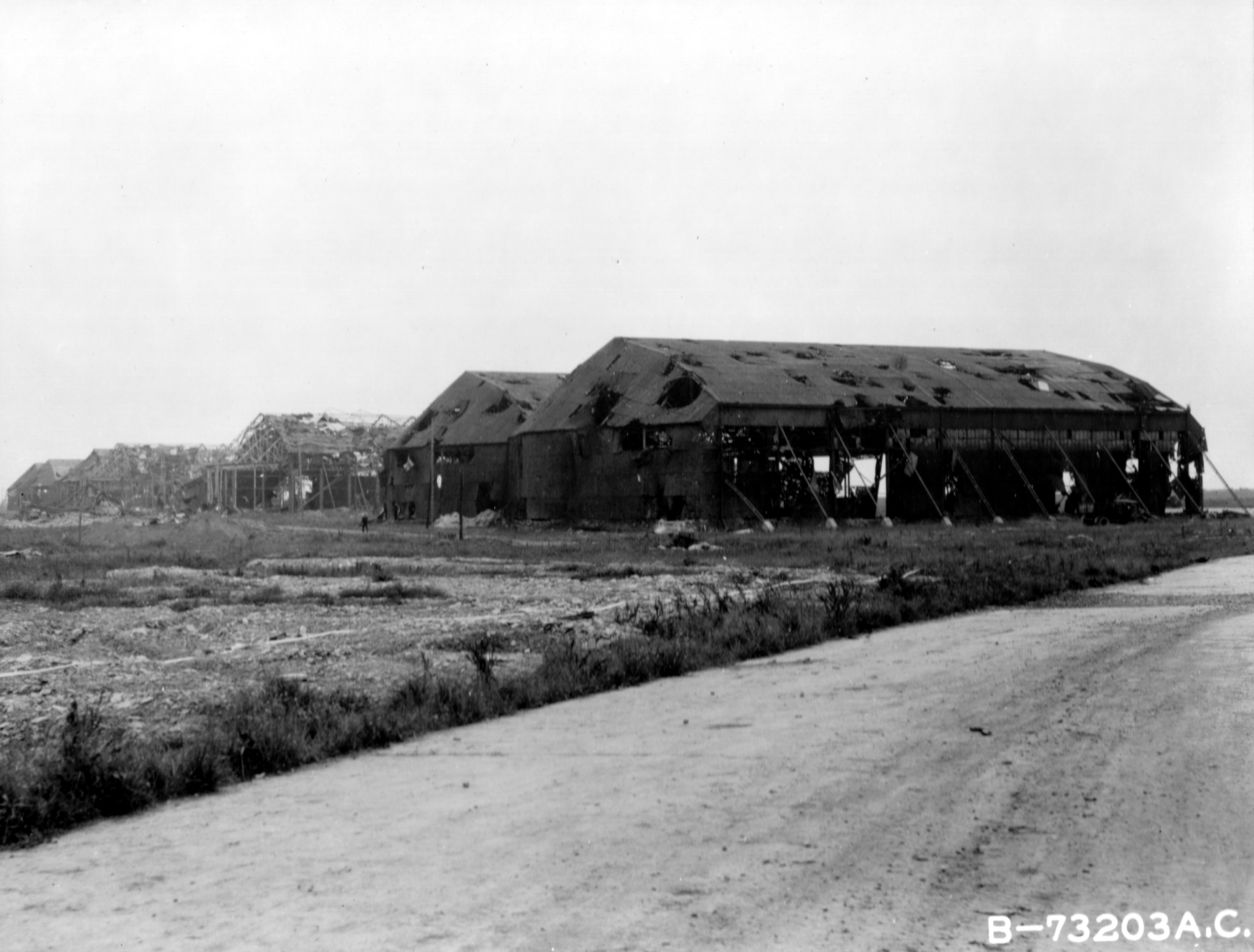
Les hangars après un bombardement.

Du 4 au 19 juillet 2019, trois archéologues du Département du Calvados ont réalisé un diagnostic archéologique nécessaire pour entamer les travaux d'agrandissement du parking de l’aéroport de Caen-Carpiquet. Ils y ont trouvé des vestiges de la Bataille de Normandie, notamment des éclats d’obus, des balles et des morceaux de camions.
Après guerre, l'aérodrome est reconstruit et aménagé pour l'Armée de l'air.
En 1949, la société aéronautique Air Caen s'installait à Carpiquet. Elle assurait la station service de l'aérodrome (réparation et entretien des aéronefs) mais elle effectuait également du transport à la demande puis plus tard des liaisons régulières entre Caen et Jersey ou Guernesey. Elle avait une école de pilotage et assurait des parachutages.

### L'aéroport civil (depuis 1967)
L'arrêté ministériel du 16 mai 1969 affecte l'aérodrome au secrétariat général à l'aviation civile dépendant du ministère des transports. À la fin des années 1960, la plate-forme aéroportuaire est développée par la ville de Caen et la Chambre de commerce et d'industrie de Caen en assure la gestion.
En mai 1968, une aérogare de 45 mètres de long sur 12 de large est construite pour accueillir un hall public, des locaux de service et un restaurant.
Le 4 avril 1969, l'aéroport de Caen-Carpiquet voyait passer ses premiers passagers, quelques semaines avant la mise en place d’une ligne régulière.
À l’été 1969, la première ligne régulière est mise en place entre Carpiquet et Jersey, le 17 juillet 1969. Les deux mois suivants, deux allers-retours sont assurés au quotidien vers l’île anglo-normande.
La tour de contrôle sera édifiée courant 1970 et sera mise en service l’année suivante.
En 2002, compte tenu d'un nombre de passagers en hausse, une nouvelle aérogare construite sur deux niveaux et d'une superficie de 3 000 m2 est inaugurée en remplacement de l'ancienne qui sera démolie.
Depuis mars 2007, l'aéroport est la propriété de Caen la Mer. La gestion est assurée par la SAS Aéroport Caen Normandie (CCI de Caen).

### Historique des liaisons passées
- Liaison Caen-Paris Orly par Airlinair :

Le 27 octobre 2008, la ligne vers l'aéroport de Paris-Orly, opérée par Chalair pour le compte de Airlinair, est créée avec deux allers/retours du lundi au vendredi, elle permet à l'aéroport d'avoir une deuxième ligne régulière, après Lyon.
En 2010, la ligne Caen-Paris Orly passe à trois rotations, puis à une par jour le lundi, mardi, jeudi et vendredi.
La liaison est finalement abandonnée le 25 octobre 2014 sur décision de Air France Hop.
- Liaison Caen-Toulouse par Air France Hop :

La ligne vers Toulouse-Blagnac opérée par Hop! depuis le 22 décembre 2017 est supprimée par la compagnie en janvier 2019 en dépit de bons résultats.
- Liaison Caen-Genève par Air France Hop :

La ligne vers Genève, inaugurée par Air France Hop! le 26 novembre 2018, est supprimée en mars 2019 après quatre mois de service en raison d'un bilan jugé décevant selon la compagnie.
- Liaison Caen-Palma de Majorque par Volotea :

La ligne vers Palma de Majorque (Baléares) inaugurée par Volotea le 9 avril 2019 est supprimée en octobre 2019 après une saison d'existence. La compagnie, en accord avec la région Normandie, n'a pas souhaité poursuivre cette liaison au départ de Caen en dépit de résultats satisfaisants, préférant proposer cette liaison au départ d'un autre aéroport régional dans le cadre de la réorganisation des aéroports normands.
- Liaison Caen-Londres par Flybe :

La ligne vers Londres Southend (Grande-Bretagne) inaugurée par Flybe en avril 2014 est supprimée le 5 mars 2020 en raison de la faillite de la compagnie aérienne britannique.
- Liaison Caen-Marseille par Air France Hop :

La ligne vers Marseille-Marignane opérée par Air France Hop! depuis le 23 février 2018 est supprimée par la compagnie en octobre 2020 en raison des nouvelles orientations stratégiques de la compagnie, précipitées par la crise sanitaire et économique liée au coronavirus. La ligne rouvre sur base saisonnière en juin 2021.
- Liaison Caen-Lyon par Volotea :

La ligne vers Lyon prévue pour être inaugurée par Volotea le 10 avril 2020 mais dont le lancement effectif a été rendu chaotique en raison des restrictions liées à l'épidémie de Covid 19 est finalement supprimée par la compagnie en janvier 2025.

## Situation
| \| 20 km1:570 000 \| Étrépagny Bernay · Saint-Martin Saint-André · de-l'Eure BAN Évreux-Fauville Alençon · Valframbert Argentan Bagnoles-de-l'Orne Flers · Saint-Paul L'Aigle · Saint-Michel Mortagne · au-Perche Avranches · Le Val-Saint-Père Lessay Cherbourg Granville · Mont-Saint-Michel Caen · Carpiquet Deauville Falaise · Mont d'Eraines Eu - Mers - Le Tréport Dieppe · Saint-Aubin Saint-Valery · Vittefleur Havre · St-Romain-de-Colbosc Rouen · Vallée Seine Havre · Octeville |
| 20 km1:570 000 |

## Équipements

### Pistes
L'aéroport de Caen dispose de deux pistes croisées en dur (13/31 et 05/23) et de deux pistes en herbe pour l'aviation de loisir.
La piste principale (1 900 m) est équipée d'un balisage haute intensité et d'une rampe d'approche de 420 m de longueur. L'approche en piste 31 (orientation 305°) est équipée du système ILS catégorie I. C'est désormais la seule piste de l'aéroport habilitée aux vols commerciaux depuis la désaffection de la piste secondaire (05/23).
Entre juillet et août 2010, la piste 13/31 a été refaite ainsi que la voie de circulation des aéronefs, cette dernière étant élargie.

### Un allongement qui fait l'objet de débats
D'ici à 2022/2023, Caen la Mer souhaiterait que la piste principale, longue de 1 900 m, soit allongée de 350 m pour atteindre 2 250 m. Le tracé de la RD 9 s'en trouverait modifié avec un dévoiement de 1,8 km.
Mais assez rapidement après cette annonce un certain nombre d'opposants, militants écologistes et riverains de l’aéroport, prend position en indiquant qu'ils mettraient tout en œuvre pour que ce projet ne voie pas le jour. Cette opposition se traduit notamment par un recours au tribunal administratif et l'organisation de rencontres publiques destinées à faire connaitre leurs positions.
Opposés au projet pour des raisons écologiques et sceptique sur l’intérêt économique, les membres voient d’un mauvais œil ce projet de développement de la plateforme aéroportuaire caennaise. Ces derniers s’inquiètent des nuisances écologiques en cas d’extension de la plateforme qui a dépassé les 300 000 passagers en 2019.

### Autres équipements
L'aéroport dispose en outre de deux taxiways :
- l'un de 15 m de largeur, perpendiculaire au seuil de piste 13, comportant un balisage lumineux, conduit directement aux installations finales ;
- l'autre, construit perpendiculairement à la piste principale, face au premier, rejoint la zone ouest de l'aéroport[24].

Avitaillement : JET A1 et AVGAS 100LL et camion ravitailleur de 20 000 l.
Air BP, la division aviation de BP fournit également, aux côtés de la société finlandaise Neste, du carburant d'aviation durable aux compagnies aériennes à l'aéroport de Caen.
Matériel d'assistance :
- quatre passerelles à hauteur variable (maxi 4,50 m) ;
- groupe de démarrage tri-tension GPU - ASU ;
- remorques - barres de remorquage (pour Beechcraft).

En septembre 2018, des travaux ont été engagés pour améliorer les conditions d'accueil des passagers et mettre l'aéroport en conformité avec le code Schengen : création de deux zones de fouille complémentaires, agrandissement de la zone d'embarquement,.
Depuis mai 2019, l'aéroport de Caen-Carpiquet est sous surveillance d'un mini-drone dans le cadre du projet CEOS (Comportement et évaluation des ouvrages spéciaux).
En 2020, il est prévu l'agrandissement du parking pour les avions et le remplacement de la clôture du site.
L'aérogare comporte un seul terminal et dispose d'un comptoir des ventes.
Un parking dépose minute est aménagé devant l'aérogare et l'aéroport propose un total de 1 163 places de parking pour les voitures.
Au printemps 2022, tenant compte de la nécessité d'offrir plus de places de stationnement aux passagers de l'aéroport, un nouveau parking P2 a vu le jour, l'ancien parking P2 devenant le P3.
Au total, le P1 (plus proche de l'aérogare) offre 528 places, le P2 (intermédiaire) offre 385 places et le P3 (plus éloigné) offre 240 places.
Cinq loueurs de voitures sont présents à l'aéroport : Avis, Sixt, Europcar, Hertz et E-Enterprise.

## Compagnies et destinations
| Compagnies       | Destinations |
| ---------------- | --- |
| Air France       | Lyon-Saint-Exupéry En saison : Ajaccio-Napoléon-Bonaparte                                                                                                 |
| Chalair Aviation | En saison : Kerry-Killarney |
| Volotea          | Marseille-Provence, Montpellier-Méditerranée, Nice-Côte d'Azur, Toulouse-Blagnac En saison : Ajaccio-Napoléon-Bonaparte, Bastia-Poretta, Figari Sud Corse |

 Informations actualisées le 07/01/2025 

## Trafic
60 % des passagers utilisent l'aéroport pour effectuer des déplacements professionnels et 40 % pour des déplacements privés et/ou liés au tourisme.
Début 2020, l'aéroport indique que la stratégie aéroportuaire normande impose un recentrage de l'activité à Caen autour des vols intérieurs et familiaux/privés, les vols touristiques ayant eux vocation à être plutôt proposés au départ de l'aéroport de Deauville, mais aussi à Caen notamment avec les vols en direction de la Corse; mais cette répartition pourrait changer à l'avenir avec le projet de base Volotea à Caen en cours de discussion qui renforcerait clairement l'aéroport de Caen avec l'ouverture de nouveaux vols intérieur mais aussi au sein de l'Europe avec de nouveaux vols touristiques  .
Le graphique qui aurait dû être présenté ici ne peut pas être affiché car il utilise l'ancienne extension Graph, désactivée pour des questions de sécurité. Des indications pour créer un nouveau graphique avec la nouvelle extension Chart sont disponibles ici.

Voir la requête brute et les sources sur Wikidata.
| Année | Passagers | Mouvements | Mouvement commerciaux | Mouvements non commerciaux | Fret (t) |
| ----- | --------- | ---------- | --------------------- | -------------------------- | -------- |
| 2024  | 292 321   | 21 126     | 3 971                 | 17 155                     | 0        |
| 2023  | 329 632   | 20 074     | 3 925                 | 16 149                     | 8572     |
| 2022  | 301 395   | 19 061     | 3 699                 | 15 362                     | 0        |
| 2021  | 227 168   | 18 789     | 3 137                 | 15 652                     | 0        |
| 2020  | 162 426   | 15 214     | 2 560                 | 12 654                     | 0        |
| 2019  | 304 769   | 22 985     | 5 349                 | 17 636                     | 0        |
| 2018  | 274 011   | 24 721     | 5 718                 | 19 003                     | 3        |
| 2017  | 180 910   | 21 886     | 4 093                 | 17 793                     | 3        |
| 2016  | 139 016   | 23 446     | 3 569                 | 19 877                     | 1        |
| 2015  | 129 096   | 16 603     | 3 205                 | 13 398                     | 1        |
| 2014  | 115 015   | 18 016     | 3 493                 | 14 523                     | 4        |
| 2013  | 105 022   | 22 783     | 3 138                 | 19 645                     | 8        |
| 2012  | 100 769   | 22 442     | 2 697                 | 19 745                     | 2        |
| 2011  | 100 023   | 22 443     | 3 084                 | 19 359                     | 58       |
| 2010  | 76 883    | 17 802     | 2 882                 | 14 920                     | 52       |
| 2009  | 90 025    | 22 984     | 3 251                 | 19 773                     | 86       |
| 2008  | 107 898   | 31 890     | 3 320                 | 28 570                     | 18       |
| 2007  | 112 091   | 36 990     | 3 812                 | 33 178                     | 8        |
| 2006  | 107 005   | 35 719     | 3 650                 | 32 069                     | 18       |
| 2005  | 100 335   | 33 826     | 3 399                 | 30 427                     | 20       |
| 2004  | 102 062   | 36 011     | 3 403                 | 32 608                     | 32       |
| 2003  | 100 022   | 34 086     | 3 982                 | 30 104                     | 24       |
| 2002  | 138 529   | 36 593     | 3 831                 | 32 762                     | 35       |
| 2001  | 100 198   | 36 746     | 3 499                 | 33 247                     | 50       |
| 2000  | 100 773   | 36 556     | 4 860                 | 31 696                     | 41       |

## Accès
L'aéroport est situé à l'ouest de Caen sur la commune de Carpiquet.
En voiture : l'accès s'effectue par la route de Caumont (D 9).
Un échangeur reliant directement le boulevard périphérique de Caen à l'aéroport a ouvert en 2023 (échangeur dit des pépinières).
En transport en commun : depuis le 29 juin 2015, l'aéroport est connecté au réseau Twisto via la ligne de bus 3 qui permet de rejoindre le centre-ville de Caen en 20 minutes. Cette desserte est assurée avec une fréquence d'un bus toutes les 15 minutes de 5 h 30 à 0 h 30 du lundi au samedi et de 9 h à minuit le dimanche et les jours fériés.
En taxi : la tête de station est située à la porte arrivée des passagers.
En règle générale, les taxis sont en attente à l'arrivée de chaque vol régulier.

## L'Aéroclub Régional de Caen
L'aéroport accueille également plusieurs aéroclubs dont l'aéroclub régional de Caen. Sa flotte est composée de quatre Robin DR-400, un Robin DR-500, un Jodel D119, un Volksplane (en) ainsi que deux avions de voltige : un CAP-10C et un CAP 231. L'aéroclub forme à la Licence de pilote privé avion léger (LAPL) ainsi qu'à la Licence de Pilote Privé (PPL). Les cours théoriques y sont dispensés gratuitement.
Normandie Caen Voltige, centre régional de voltige, est la section voltige de l'aéroclub (réactivé en 1977). C'est l'une des six structures Haut niveau de la Fédération française aéronautique reconnu par le ministère des Sports. Ce label vient récompenser la qualité de la formation, les moyens pédagogiques ainsi que les très bons résultats obtenus dans les compétitions nationales et internationales. L'aéroclub compte parmi ses pilotes plusieurs champions de France ainsi que 4 champions d'Europe.
L'aéroclub permet aussi aux jeunes d'obtenir le Brevet d'initiation aéronautique en partenariat avec les collèges et lycées de la communauté d'agglomération. Le club effectue 2 000 heures de vol par an et compte 200 membres environ. Une Unité d'Entretien agréée par l'aviation civile assure l'entretien de la flotte d'avions. Des baptêmes de l'air sont proposés au public toute l'année.